# Protomelas dejunctus
Protomelas dejunctus, the Fire Blue Hap, là một loài cá thuộc họ Cichlidae.
Nó là loài đặc hữu của Malawi. Môi trường sống tự nhiên của chúng là hồ nước ngọt.